# Điệp viên báo thù (phim 2017)
Điệp viên báo thù (tên gốc tiếng Anh: Atomic Blonde) là một phim điện ảnh điệp viên rùng rợn năm 2017 của Mỹ do David Leitch đạo diễn và Kurt Johnstad thực hiện phần kịch bản, dựa trên cuốn truyện tranh The Coldest City của Antony Johnston và Sam Hart xuất bản năm 2012 bởi Oni Press. Nội dung phim xoay quanh một nữ điệp viên xinh đẹp được Cục Tình báo Anh Quốc MI6 cử đến Tây Đức ngay trước thềm Bức tường Berlin sụp đổ vào năm 1989 để tìm kiếm một chiếc đồng hồ bị thất lạc có chứa danh sách các điệp viên hai mang. Phim có sự tham gia của hai diễn viên chính Charlize Theron và James McAvoy, cùng với John Goodman, Til Schweiger, Eddie Marsan, Sofia Boutella và Toby Jones vào vai các nhân vật phụ.
Điệp viên báo thù được ra mắt tại sự kiện South by Southwest vào ngày 12 tháng 3 năm 2017, và được khởi chiếu rộng rãi tại Mỹ vào ngày 28 tháng 7 năm 2017 bởi hãng Focus Features. Phim đã thu về 45 triệu USD toàn cầu và nhận được nhiều ý kiến khen ngợi từ giới chuyên môn, đặc biệt là cho các phân cảnh hành động, diễn xuất của Theron và phần nhạc nền của Tyler Bates, dù vẫn có nhiều lời chỉ trích về phần kịch bản và nhịp phim; nhiều người cũng so sánh bộ phim với tác phẩm Mạng đổi mạng.

## Nội dung
Năm 1989, trước thềm Bức tường Berlin sụp đổ, Đặc vụ MI6 James Gascoigne bị bắn và giết chết bởi Đặc vụ KGB Yuri Bakhtin, người đã cướp Bản danh sách, một thiết bị nhỏ có chứa tên của các điệp viên hoạt động cho Liên Xô được giấu trong một chiếc đồng hồ đeo tay. Mười ngày sau, Lorraine Broughton, điệp viên cấp cao của MI6, được Ủy viên Eric Gray và Đặc vụ CIA Emmett Kurzfeld chất vấn về nhiệm vụ của cô tại Berlin.
Một ngày sau cái chết của Gascoigne, Lorraine được gửi tới Berlin để lấy lại Bản danh sách, đồng thời ám sát Satchel, một điệp viên hai mang đã bán thông tin cho Liên Xô trong nhiều năm và đã phản bội Gascoigne. Sau khi tới Berlin, cô đã bị Aleksander Bremovych và đội KGB của hắn phục kích. Lorraine sau đó đã gặp đầu mối liên lạc chính của mình, Đặc vụ David Percival. Sau khi thất bại trong việc thu thập manh mối, Lorraine đột nhập vào căn hộ của Gascoigne để điều tra và phát hiện ra một bức ảnh chụp chung của Gascoigne và Percival, và cô bị đội Cảnh sát Nhân dân Volkspolizei đột kích. Cô nhận ra rằng chỉ có Percival mới biết cô tới căn hộ này, và bắt đầu nghi ngờ anh ta chính là Satchel. Lorraine cũng chạm trán Delphine Lasalle, một đặc vụ Pháp ngây thơ, và bắt đầu mối quan hệ đồng giới với cô.
Percival dụ Bakhtin vào con hẻm để giết hắn và lấy chiếc đồng hồ, từ đó anh biết được ai là Satchel. Lorraine không hề biết Percival đang giữ Bản danh sách, cô phát hiện một sĩ quan Stasi có mật danh Spyglass đã ghi nhớ những cái tên trong Bản danh sách. Lorraine và Percival lên kế hoạch đưa ông ta vượt biên giới qua Tây Đức. Percival gặp mặt Bremovych để đề nghị một điều: danh tính và hoạt động của Satchel, đồng thời cho hắn biết kế hoạch đưa Spyglass đi từ Đông Đức. Lasalle đã chụp ảnh cuộc gặp mặt này.
Trong lúc đưa Spyglass đi, Percival cố tình bắn ông ta khi đội KGB không thể bắn tỉa từ xa. Lorraine đã giết nhiều đặc vụ KGB để bảo vệ Spyglass, nhưng cuối cùng ông ta bị chết đuối dưới sông. Lorraine tới Tây Đức và phát hiện Percival đã đặt một thiết bị định vị vào áo khoác của cô. Lasalle đem chuyện cô thấy Percival gặp mặt Bremovych ra để đe dọa Percival, Percival sau đó giết chết cô. Lorraine tìm thấy số ảnh do Lasalle chụp, biết được Percival đã đọc Bản danh sách. Percival đốt cháy nhà an toàn của mình và định bỏ trốn, nhưng Lorraine đã giết anh rồi lấy Bản danh sách.
Tại trụ sở MI6, Lorraine đưa ra số ảnh của Lasalle và đoạn băng ghi âm đã được chỉnh sửa, khẳng định Percival chính là Satchel. Cô nói rằng cô không biết Bản danh sách bây giờ đang ở đâu, buộc MI6 phải khép lại vụ án. Ba ngày sau ở Paris, Lorraine đến một khách sạn để giao chiếc đồng hồ cho Bremovych, người gọi cô là "đồng chí Satchel". Bremovych ra lệnh cho thuộc hạ thủ tiêu Lorraine, tuy nhiên Lorraine đã giết Bremovych và bọn thuộc hạ rồi lấy lại chiếc đồng hồ. Lorraine lên một chiếc máy bay có Kurzfeld ngồi chờ sẵn, tiết lộ rằng cô đã làm việc cho CIA từ lâu, họ quay về Mỹ với Bản danh sách trong tay.

## Diễn viên
- Charlize Theron vai Lorraine Broughton
- James McAvoy vai David Percival
- John Goodman vai Emmett Kurzfeld
- Til Schweiger vai Thợ Đồng hồ
- Eddie Marsan vai Spyglass
- Sofia Boutella vai Delphine Lasalle
- Toby Jones vai Eric Gray
- Bill Skarsgård vai Merkel
- Sam Hargrave vai James Gasciogne
- James Faulkner vai C
- Roland Møller[5] vai Aleksander Bremovych

## Sản xuất

### Phát triển
Dự án chuyển thể cuốn truyện tranh The Coldest City được công bố vào tháng 5 năm 2015. Được Variety miêu tả như một "Dự án Đam mê" cho Theron khi cô đã biết tới cốt truyện này từ 5 năm trước, lúc cuốn truyện chưa được xuất bản và được gửi tới công ty sản xuất Denver and Delilah Productions của cô. Theron rất ấn tượng với phim điện ảnh Mạng đổi mạng nên đã mời David Leitch, một trong hai đạo diễn của Mạng đổi mạng, tới nhận dự án. Leitch sau đó đã bỏ Sát thủ John Wick: Phần 2 để tham gia đạo diễn cho bộ phim. Theo lời Theron, sự thành công của Max điên: Con đường tử thần chính là điểm tựa cho việc phát triển Điệp viên báo thù. Trong phim có thêm một mạch truyện phụ về tình yêu đồng tính nữ vốn không có trong cốt truyện chính của The Coldest City. Mạch truyện này do nhà biên kịch Kurt Johnstad sáng tạo ra sau khi Theron có ý định "khiến phim trở nên khác biệt so với các bộ phim điệp viên khác". Leitch cũng nhất quyết rằng các cảnh quay này không nhất thiết phải quá "kích thích", mà sẽ "nói rõ hơn rằng nếu bạn là một điệp viên bạn sẽ làm mọi thứ để có được thông tin," và cách mà nhân vật chính "tìm được mối thân tình và tình bạn trong tình thế hiểm nguy".

### Tuyển diễn viên
Việc Theron vào vai chính được xác nhận vào tháng 5 năm 2015, và James McAvoy được công bố vào tháng 10. Tháng 11 năm 2015, John Goodman được đưa tin là đang trong quá trình đàm phán nhận vai diễn trong phim. Cũng có thông tin cho rằng David Bowie sẽ tham gia một vài phân cảnh trong phim, tuy nhiên ông đã từ chối lời đề nghị này một thời gian ngắn trước khi qua đời. Để chuẩn bị cho vai diễn, Theron đã phải làm việc với tám huấn luyện viên, những người "đã khiến cô phải nôn mửa hàng ngày." Trong quá trình tập luyện, Theron đã bị gãy hai chiếc răng và phải chữa trị trong phòng mổ. Do quá trình tập luyện của Theron cho Điệp viên báo thù cũng trùng khớp với khoảng thời gian Keanu Reeves tập luyện cho Sát thủ John Wick: Phần 2 nên cả hai diễn viên đã có một mối quan hệ khăng khít, trong đó có cả việc tập luyện chiến đấu cùng nhau.

### Quay phim
Quá trình quay phim chính được bắt đầu vào ngày 22 tháng 11 năm 2015 tại Budapest, và sau đó chuyển tới Berlin.

### Âm nhạc
Từ những ngày đầu, Leitch cho rằng việc lựa chọn đúng các bài hát cho dự án là một việc vô cùng quan trọng. Một phần của quá trình chọn lựa bài hát là để cố gắng trả lời cho câu hỏi "Bạn sẽ sáng tạo lại bộ phim Chiến tranh Lạnh ngột ngạt này như thế nào?" Nhạc phim có sử dụng một tập hợp các bài hát từ thập niên 1980 cũng như các bản hát lại. Các phiên bản hát lại sử dụng nhằm bổ sung thêm "cảm xúc hiện thực của những năm 80". Các nhà sản xuất của bộ phim ban đầu cũng lo lắng khi các bài hát mà Leitch muốn sử dụng có thể không xin được bản quyền phát hành, nhưng Leitch đã ước lượng rằng khoảng 75% số bài hát mà anh chọn đã được đưa vào bản phim hoàn chỉnh.

## Phát hành
Tháng 5 năm 2015, hãng Focus Features có được bản quyền phân phối cho phim. Điệp viên báo thù ban đầu được lên lịch công chiếu vào ngày 11 tháng 8 năm 2017, sau đó được rời lên ngày 28 tháng 7 năm 2017. Phim được ra mắt tại sự kiện South by Southwest vào ngày 12 tháng 3 năm 2017. Tại Việt Nam, phim cũng được khởi chiếu từ ngày 28 tháng 7 năm 2017 với nhãn C18.

### Doanh thu phòng vé
Tính đến  ngày 18 tháng 9 năm 2017, Điệp viên báo thù đã thu về 51,4 triệu USD tại thị trường Bắc Mỹ và 43,9 triệu USD tại các thị trường khác, với tổng doanh thu toàn cầu là 95,3 triệu USD, so với mức kinh phí sản xuất là 30 triệu USD.
Tại Mỹ, Điệp viên báo thù được phát hành cùng ngày với Đội quân cảm xúc và được dự đoán sẽ thu về 20 triệu USD từ 3.304 rạp chiếu phim trong dịp cuối tuần ra mắt. Phim thu về tổng cộng 1,52 triệu USD từ suất chiếu sớm đêm thứ Năm tại 2.685 rạp chiếu. Sau 7,1 triệu USD thu về trong ngày công chiếu đầu tiên (tính cả suất chiếu sớm), phim thu về tổng cộng 18,3 triệu USD trong ba ngày cuối tuần, về thứ 4 tại doanh thu phòng vé Mỹ, sau Cuộc di tản Dunkirk, Đội quân cảm xúc và Girls Trip. Trong dịp cuối tuần thứ hai, doanh thu của phim giảm 55% xuống 8,2 triệu USD, xếp thứ 7 ở doanh thu phòng vé.

### Đánh giá chuyên môn
Trên hệ thống tổng hợp kết quả đánh giá Rotten Tomatoes, phim nhận được 75% lượng đồng thuận dựa theo 175 bài đánh giá, với điểm trung bình là 6,4/10. Các chuyên gia của trang web nhất trí rằng, "Điệp viên báo thù đã đi được đủ số dặm đường với các phân cảnh hành động đầy phong cách – và ngôi sao hấp dẫn – để làm điểm nhấn cho một cốt truyện còn ít mạnh mẽ hơn cả nhân vật chính." Trên trang Metacritic, phần phim đạt số điểm 63 trên 100, dựa trên 48 nhận xét, chủ yếu là những lời khen ngợi. Lượt bình chọn của khán giả trên trang thống kê CinemaScore cho phần phim điểm "B" trên thang từ A+ đến F.
Richard Roeper từ tờ Chicago Sun-Times cho bộ phim 3,5 trên 4 sao, bình luận: "Mượn từ Bourne và Bond. Rửa sạch rồi lặp lại. Đây là công thức cho một Điệp viên báo thù khá kỳ cục, siêu bạo lực và giải trí một cách cực độ, một phương tiện tài tình cho sức quyến rũ của Charlize Theron, giờ đã chính thức trở thành một ngôi sao hành động hạng A sau bộ phim này và Max điên: Con đường tử thần." Viết cho tờ Rolling Stone, Peter Travers khen ngợi dàn diễn viên và các phân cảnh hành động, với 3 trên 4 sao, "Tất cả là nhờ những cảnh đánh nhau – chúng tốt một cách đáng ngạc nhiên." Quang Chúc đại diện cho Zing.vn cho bộ phim 7/10 điểm, kèm lời bình luận "Tác phẩm hành động Điệp viên báo thù của đạo diễn David Leitch và ngôi sao Charlize Theron sở hữu nhiều pha hành động ấn tượng, trên nền là phần kịch bản còn rối rắm."